# Краљовски Хлмец
Краљовски Хлмец (слч. Kráľovský Chlmec, мађ. Királyhelmec) град је у Словачкој, у оквиру Кошичког краја, где је значајно насеље у саставу округа Требишов.

## Географија
Краљовски Хлмец је смештен у југоисточном делу Словачке, на 10 км северно од државне границе са Мађарском. Главни град државе, Братислава, налази се 500 km западно од града.
Рељеф: Краљовски Хлмец се развило у крајње североисточном делу Панонске низије. Подручје око насеља је равничарско. Надморска висина граде је око 130 m.
Клима: Клима у Краловском Хлмецу је умерено континентална.
Воде: Кроз Краљовски Хлмец н протичу значајни водотоци.

## Историја
Људска насеља на простору Краловског Хлмеца везују се још за праисторију. Насеље под данашњим именом први пут се спомиње у 1214. године. Током следећих векова град је био у саставу Угарске као обласно трговиште, насељено искључиво Мађарима.
Крајем 1918. године. Краљовски Хлмец је постао део новоосноване Чехословачке. У времену 1938-1944. године град је био припојен Хортијевој Мађарској, али је поново враћен Чехословачкој после рата. У време комунизма град је нагло индустријализован, па је дошло до наглог повећања становништва. После осамостаљења Словачке град је постао њено значајно средиште, али је дошло и до проблема везаних за преструктурирање привреде.

## Становништво
| Година:    | 1994. | 2004.   | 2014.   | 2024.   |
| ---------- | ----- | ------- | ------- | ------- |
| Број људи: | 8264  | 7966    | 7621    | 7322    |
| Разлика:   |       | -3,60 % | -4,33 % | -3,92 % |

| Година:    | 2023. | 2024.   |
| ---------- | ----- | ------- |
| Број људи: | 7352  | 7322    |
| Разлика:   |       | -0,40 % |

Данас Краљовски Хлмец има нешто мање од 8.000 становника и последњих година број становника стагнира.
Етнички састав: По попису из 2001. године састав је следећи:
- Мађари - 76,9%,
- Словаци - 18,9%,
- Роми - 3,3%,
- остали.

## Партнерски градови
- Раковњик
- Кишварда
- Свети Ђорђе
- Кањижа
- Ференцварош

## Галерија
- Главна градска улица
- Градска римокатоличка црква
- Градска калвинистичка црква
- Градска кућа Краловског Хлмеца